# Horsetail Fall
Horsetail Fall je sezónní vodopád v Yosemitském národním parku v Kalifornii ve Spojených státech amerických. Teče obvykle v zimě a na začátku jara. Nachází se na východní straně masivu El Capitan. Za splnění podmínky, že Horsetail Fall teče v únoru a při vhodných povětrnostních podmínkách zapadající slunce osvětluje vodopád tak, že zdánlivě září oranžovou a červenou barvou. Tento přírodní úkaz bývá také označován „Firefall“ na počest uměle vytvořeného vodopádu, který po více než sto let každé léto přitahoval turisty podobným jevem jako Horsetail Fall.

## Popis
Vodopád je napájen deštěm nebo táním sněhu. Teče ve dvou souběžných proudech. Východní část je větší, ovšem obě jsou relativně malé. Východní proud padá z výšky 470 m, západní pak z 480 m, což z něj činí druhý nejvyšší pravidelně tekoucí vodopád v parku. Po spojení v malém jezírku voda padá dalších 150 m, proto celková výška vodopádů činí 620 m. Vodopád lze pozorovat z malé mýtiny poblíž piknikového místa na severní stezce vedoucí z Yosemitského údolí na východ od El Capitan.
Vodopád je známý tím, že v něm některé roky v únoru procházející slunce vytváří sytě oranžové a červené odstíny. Tento jev poprvé roku 1940 vyfotografoval Ansel Adams, do širšího povědomí se však vodopád dostal díky Galenu Rowellovi, který jej vyfotografoval pro National Geographic roku 1973. Sledování firefall je stále populárnější, a to především díky sdílení snímků jevů na sociálních sítích. Popularita tohoto fenoménu mezi fotografy vyústila ve zvýšený pohyb lidí v oblasti, což způsobilo poškození citlivé vegetace a vedlo k tomu, že služba národního parku v roce 2020 uzavřela dvě ze tří nejlepších pozorovacích míst.